# آنتون یوگوف
آنتون تانف یوگوف (بلغاری: Антон Танев Югов؛ ۲۸ اوت ۱۹۰۴ – ۶ ژوئیهٔ ۱۹۹۱) یک سیاست‌مدار کمونیست  اهل بلغارستان بود که به‌عنوان نخست‌وزیر جمهوری خلق بلغارستان خدمت کرد.